# Edward Sharpe and The Magnetic Zeros
Edward Sharpe and The Magnetic Zeros er et amerikansk band ledet af Alex Ebert. Deres første show som en fuld band blev spillet d. 18. juli 2007 på The Troubadour i West Hollywood, Californien. Deres første fuld-længde optagelse, Up from Below, blev udgivet digitalt den 7. juli 2009 og fysisk den 14. juli 2009 på Community Records. Deres andet fuldlængde-album, Here, blev udgivet den 29. maj 2012.

## Medlemmer
- Alex Ebert  - vokal, guitar, slagtøj, klaver
- Jade Castrinos - vokal , guitar (er ikke længere end del af bandet)
- Stewart Cole - trompet, percussion, keyboards, tenor ukulele, vokaler
- Josh Collazo - trommer, percussion, vokal
- Orpheo McCord - trommer, percussion, marimba, vokal
- Nora Kirkpatrick  - harmonika , vokal
- Christian Letts - guitar, vokal
- Seth Ford-Young - bas, vokal
- Mark Noseworthy - guitar, vokal (Forår 2012)
- Aaron Arntz - klaver (Forår 2012)

### Yderligere personale
- Chris Richard - vokal, slagtøj
- Anna Bulbrook - bratsch, vokal
- Tyler James  - piano, vokal
- Felix Bloxsom  - trommer
- Adam Privitera - whistler
- Nathaniel Markman - lejlighedsvis spillemand
- Ryan Richter - guitar, lap steel
- Scott Ralston - tour manager
- Bryan Ling - chef
- Odessa Jorgenson - vokal, bratsch

### Tidligere personale
- Aaron Embry  - keyboards, klaver, vokal, harmonika
- Nico Aglietti - guitar, synthesizer , keyboards, vokal
- Aaron Ældre - bas, vokal, banjo, percussion
- Tay Strathairn - klaver, harmonika, vokal
- Michael Farfel - manager / announcer

## Studiealbum
- Up from Below (2009)
- Here (2012)
- Edward Sharpe and the Magnetic Zeros (2013)
- PersonA (2016)